# Neomitranthes gemballae
Neomitranthes gemballae är en myrtenväxtart som först beskrevs av Carlos Maria Diego Enrique Legrand, och fick sitt nu gällande namn av Carlos Maria Diego Enrique Legrand. Neomitranthes gemballae ingår i släktet Neomitranthes och familjen myrtenväxter. Inga underarter finns listade i Catalogue of Life.